# Kreis Pogradec
Der Kreis Pogradec (albanisch Rrethi i Pogradecit) war einer der 36 Verwaltungskreise Albaniens, die im Sommer 2015 nach einer Verwaltungsreform aufgehoben worden sind. Das Gebiet mit einer Fläche von 725 Quadratkilometern liegt im Osten des Landes und gehört zum Qark Korça. Benannt wurde er nach dem Hauptort Pogradec.
Heute bildet das Gebiet des Kreises die Gemeinde Pogradec.

## Bevölkerung
Im Jahr 2011 hatte der Kreis 61.530 Einwohner. Rund zehn Prozent gehören der mazedonischen und der aromunischen Minderheit an. Mehr als die Hälfte der Bevölkerung zählt sich zum muslimischen Glauben (Sunniten und Bektaschi), der Rest ist orthodox oder ohne Glaubensbekenntnis.

## Geographie

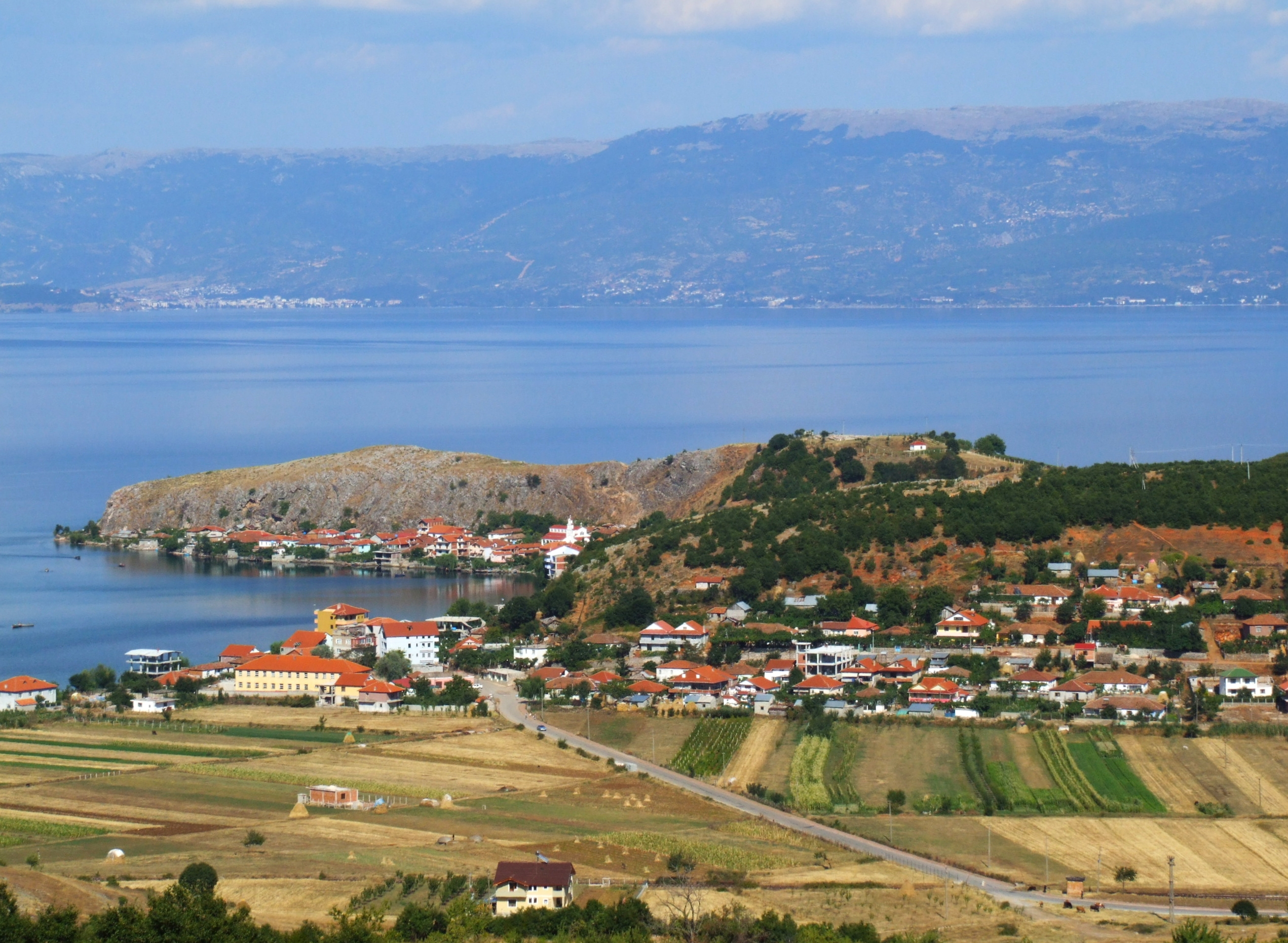
Das Dorf Lin am Ohridsee

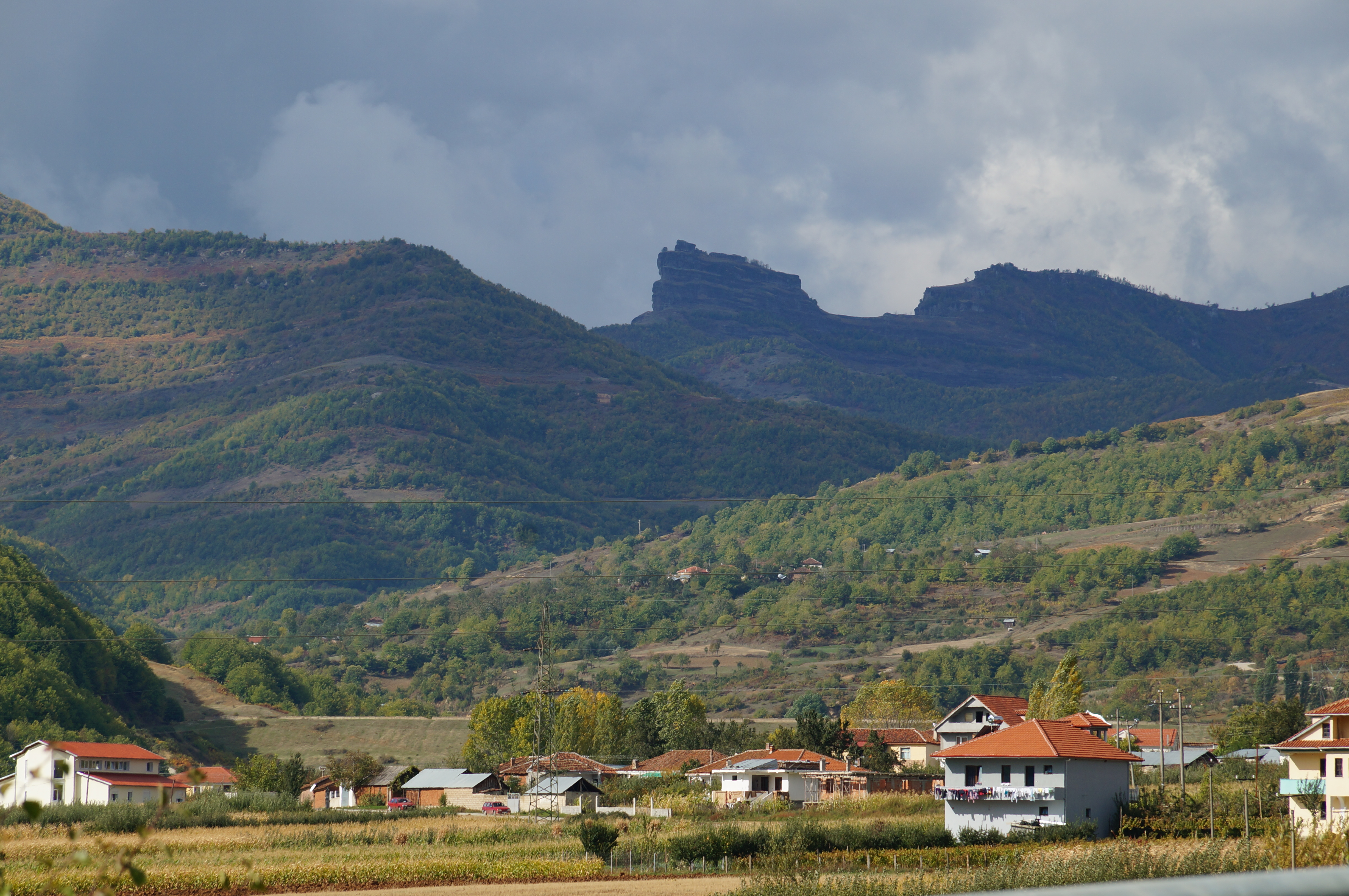
Gur i Kamjes in den Bergen südwestlich von Pogradec

Der Kreis Pogradec nimmt das rund 30 Kilometer lange albanische Ufer des Ohridsees ein, den Albanien mit Nordmazedonien teilt. Am Südende des Sees liegt Pogradec, dahinter erstreckt sich eine kleine Ebene, in der die Bevölkerung in den letzten Jahrzehnten stark angestiegen ist. Die Pogradec umgebende Gemeinde Buçimas hatte 13.546 Einwohner (2011). Nördlich und östlich von dieser Ebene umgeben ansehnliche Berge den See, der auf 695 m ü. A. liegt. Die Gebirge erreichen regelmäßig Höhen von 1500 Metern, im Südosten erhebt sich der Mali i Thatë sogar auf 2287 m ü. A. Die Grenzen des Kreises lagen in der Regel bereits an den Kämmen der den See umgebenden Berge. Nur westlich von Pogradec umfasste das Gebiet auch noch das nächste Tal ein, den weit verästelten Oberlauf des Shkumbin. Die Berge zwischen Shkumbin und See werden Mokra-Berge genannt, südlich schließen sich die Gora-Berge an. Ganz im Südwesten befindet sich der höchste Punkt des ehemaligen Kreises, der 2373 m ü. A. hohe Mali e Valamarës.
Im Kreis Pogradec wurde zur kommunistischen Zeit an zahlreichen Stellen Nickel, Braunkohle und Chrom abgebaut. Von großer Bedeutung war insbesondere das Bergwerk Gur i kuq (Roter Stein) drei Kilometer nördlich von Pogradec, eine der wichtigsten Eisen-Nickel-Lagerstätten Europas. Die Arbeiten im Bergwerk wurden 1994 eingestellt. Die Produktionsanlagen waren nach der Öffnung Albaniens für den internationalen Markt nicht mehr rentabel. Übrig geblieben sind 350.000 Tonnen Abraumhalden, die Industrieruinen am Berghang und die einstige Bahnverladestation für das aufbereitete Erz direkt am Seeufer. Unter den in den See abgeleiteten Schwermetallabwässern leidet das Ökosystem noch heute.
Die Beeinträchtigung der Umwelt ist in Pogradec ein großes Thema. Internationale Projekte versuchen, durch den Bau von Kläranlagen der Verschmutzung des Sees Einhalt zu gebieten. Auch die Überfischung ist ein Problem. Die endemische Ohridforelle (Salmo letnica, albanisch Koran), ein beliebter Speisefisch, ist bedroht.

## Geschichte
In der Ortschaft Lin, an der Römischen Fernstraße Via Egnatia gelegen, wurden Überreste aus römischer Zeit gefunden. Der Name Pogradec geht auf eine serbische Burg zurück. An gleicher Stelle hatten auch schon die Illyrer eine Festung errichtet. Eine weitere Sehenswürdigkeit aus illyrischer Zeit sind die Königsgräber von Selca e Poshtme aus dem 4. Jahrhundert vor Christus im Shkumbintal. Nicht weit davon liegt die Golik-Brücke, eine von den Osmanen im 17. Jahrhundert erbaute Brücke über den Fluss Shkumbin.
1924 verlor der Kreis Pogradec und Albanien ein kleines Stück Land. Ahmet Zogu, damals Ministerpräsident Albaniens, überließ das direkt an der Grenze gelegene Kloster Sveti Naum (albanisch Shën Naum) Jugoslawien. Er hatte zuvor von der Regierung in Belgrad Geld erhalten, um eine Söldnertruppe zu finanzieren, mit deren Hilfe er seine politischen Gegner aus der Hauptstadt Tirana vertrieb und die Macht im Land übernahm.

## Wirtschaft

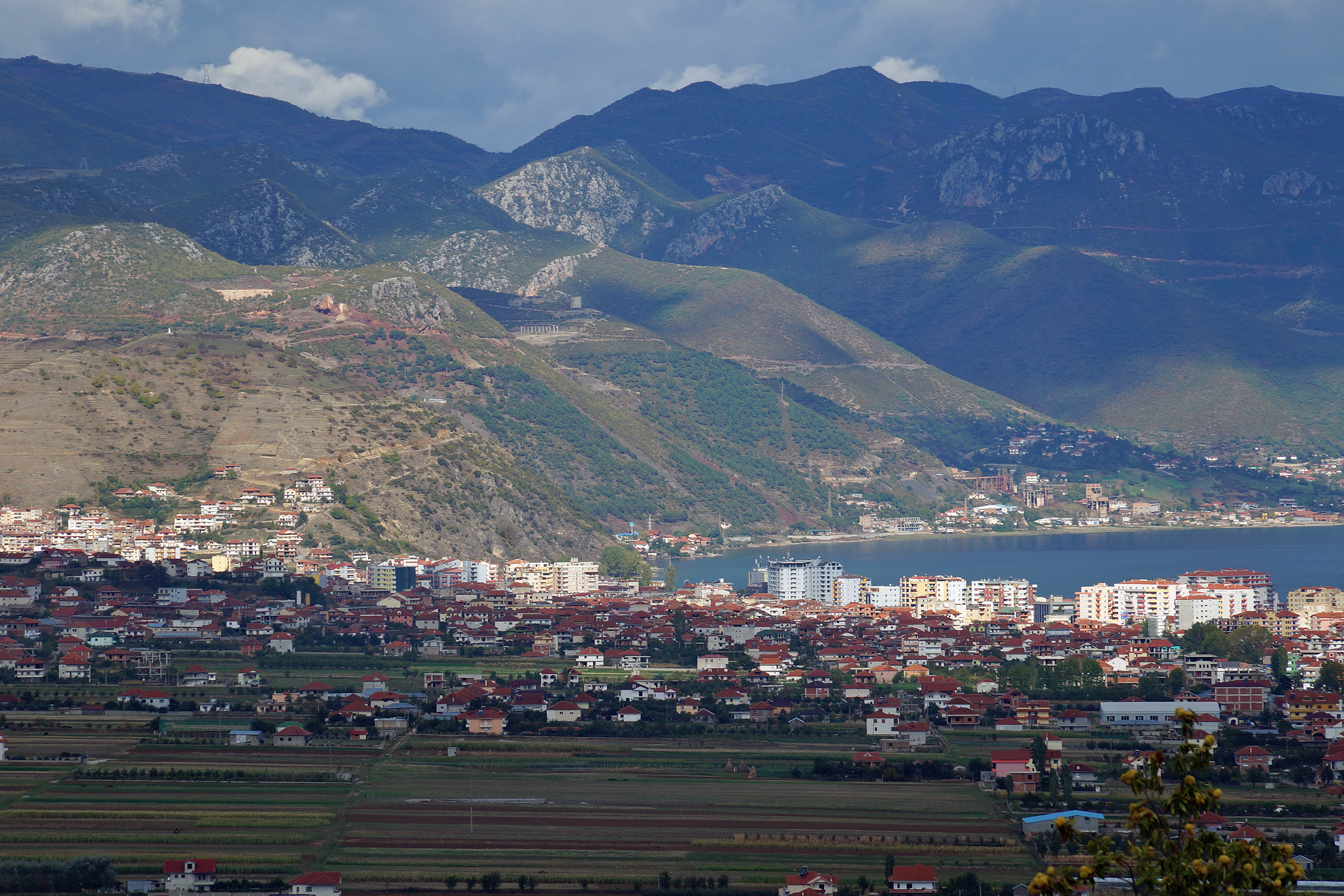
Pogradec mit der umliegenden Ebene und den Bergen von Süden gesehen

Pogradec war schon lange ein Badeort. Gerade bei den kommunistischen Herrschern war das im Sommer nicht ganz so heiße Klima Ostalbaniens beliebt. Östlich von Pogradec war ein ganzer Strandabschnitt der Nomenklatura von Enver Hoxha vorbehalten.
Der Sommertourismus lebt allmählich wieder auf. Entlang des Seeufers, besonders im kleinen Ort Tushemisht, fünf Kilometer von Pogradec an der nordmazedonischen Grenze, sind einige Hotels und Restaurants entstanden.

## Verkehr
Bis zum Bergwerk Gur i kuq wurde in kommunistischer Zeit eine Eisenbahnlinie errichtet, die den Kreis vom Shkumbin-Tal aus durch Albaniens zweitlängsten Tunnel erreicht. Die albanischen Eisenbahnen HSH bedienen die Strecke heute nicht mehr. Der Bahnhof in Gur i kuq lag ein paar Kilometer außerhalb von Pogradec.
Die Straße (SH 3) von Elbasan in Mittelalbanien über den Pass Qafë Thana an der Kreisgrenze westlich von Lin bis nach Pogradec ist gut ausgebaut. Dank der beiden Grenzübergänge zu Nordmazedonien bei Lin und bei Tushemisht östlich von Pogradec ist die Region auch sehr gut mit dem Ausland verbunden.

## Gemeinden
Das Gebiet des Kreises bildet heute die Gemeinde (bashkia) Pogradec.
| Name      | Einwohner (2011) | Gemeindeart |
| --------- | ---------------- | ----------- |
| Pogradec  | 20.848           | Bashkia     |
| Buçimas   | 15.687           | Komuna      |
| Çërrava   | 7.009            | Komuna      |
| Dardhas   | 2.182            | Komuna      |
| Hudenisht | 5.990            | Komuna      |
| Proptisht | 4.785            | Komuna      |
| Trebinja  | 2.481            | Komuna      |
| Velçan    | 2.548            | Komuna      |